# Max Beesley
Maxton Gig Beesley Jr., född 16 april 1971 i Manchester, är en brittisk skådespelare och musiker. Beesley har bland annat medverkat i tv-serier som Tom Jones, Bodies, Hotel Babylon, Survivors, Mad Dogs, Suits, Ordinary Lies och Jamestown.

## Filmografi i urval
- 1997 – Tom Jones
- 2001 – Glitter
- 2002 – Fields of Gold
- 2002 – Anita and Me
- 2003 – The Emperor's Wife
- 2004 – Torque - På högsta växel
- 2004–2006 – Bodies
- 2005 – Bloodlines
- 2006–2009 – Hotel Babylon
- 2008 – The Last Enemy
- 2008–2010 – Survivors
- 2011–2013 – Mad Dogs
- 2011 – CSI: Crime Scene Investigation (TV-serie)
- 2013 – Suits (TV-serie)
- 2015 – Ordinary Lies
- 2015 – Homeland (TV-serie)
- 2015–2016 – Empire (TV-serie)
- 2017 – Jamestown